# بريكهوسس (تشيشير)
بريكهوسس (بالإنجليزية: Brickhouses)‏ هي قرية تقع في المملكة المتحدة في شمال غرب إنجلترا.